# John Jackson (Bobfahrer)
John James Jackson (* 11. April 1977 in Bishop Auckland) ist ein ehemaliger britischer Bobfahrer.

## Leben
John Jackson kam erst mit 28 Jahren zum Bobsport. Durch einen Sichtungswettkampf im September 2005 sicherte er sich einen Platz im Europacup. Nach einer erfolgreichen Saison startete er am 12. Januar 2007 erstmals im Weltcup. Nach mehreren WM-Teilnahmen ging Jackson bei den Olympischen Winterspielen 2010 an den Start. Da sein Anschieber Dan Money im ersten Lauf des Zweierbob-Wettkampfs aus dem Bob fiel, wurde das Duo disqualifiziert. Im Viererbob-Wettkampf belegten Jackson, Money, Allyn Condon sowie Henry Odili Nwume den 17. Platz. Im Jahr 2011 gewann Jackson in St. Moritz als erster Brite erstmals ein Europacup-Rennen. Am 15. Dezember 2013 konnte Jackson in Lake Placid mit einem zweiten Platz im Viererbob seine einzige Podiumsplatzierung im Weltcup erreichen. Ein Jahr später gewann Jackson zusammen mit seinen Anschiebern Stuart Benson, Bruce Tasker und Joel Fearon Silber bei der Europameisterschaft am Königssee. Des Weiteren belegte die Crew bei den Olympischen Winterspielen 2014 den fünften Rang im Viererbob-Wettkampf. Aufgrund von Dopingfällen in zwei vor ihnen platzierten russischen Bobs wurde den Briten nachträglich die Bronzemedaille verliehen.

## Beruf und Familie
Jackson diente ab 1996 als Sergeant bei den Royal Marines. Seine Ehefrau Paula war ebenfalls Bobfahrerin.